# راشد احمد
راشد احمد (انگلیسی: Rashed Ahmed؛ زادهٔ ۶ اوت ۱۹۸۶) یک بازیکن فوتبال است.